# Echinaster panamensis
Echinaster panamensis is een zeester uit de familie Echinasteridae.
De wetenschappelijke naam van de soort werd in 1895 gepubliceerd door Leipoldt.